# Первомайка (Астраханський район)
Первома́йка (каз. Первомайка) — село у складі Астраханського району Акмолинської області Казахстану. Адміністративний центр Первомайського сільського округу.
Населення — 1080 осіб (2021; 1388 у 2009, 1385 у 1999, 1889 у 1989).
Національний склад станом на 1989 рік:
- німці — 37 %;
- поляки — 23 %.

## Історія
Село було засноване 1936 року як поселення Карлагу (трудселище № 12) спеціальними переселенцями (поляками та німцями) з України. В часи Другої світової війни сюди ж були переселені німці Поволжя та інгуші. Після війни у селі діяв колгосп-мільйонер імені Калініна.